# Ivete da Silveira
Ivete Marli Appel da Silveira (Brusque, 28 de maio de 1943) é uma educadora e política brasileira, filiada ao Movimento Democrático Brasileiro (MDB). Atualmente, é senadora da República pelo estado de Santa Catarina, em decorrência da renúncia de Jorginho Mello (PL), que foi eleito governador do estado. É também viúva do ex-governador catarinense Luiz Henrique da Silveira.
Foi duas vezes primeira-dama de Santa Catarina, em virtude de seu casamento com Luiz Henrique da Silveira.

## Condecorações
| Insígnia | País   | Honra                                 | Data                   |
| -------- | ------ | ------------------------------------- | ---------------------- |
|          | Brasil | Grande Oficial da Ordem de Rio Branco | 21 de novembro de 2023 |